# Batabanó (ort i Kuba)
Batabanó är en ort i Kuba.   Den ligger i provinsen Provincia Mayabeque, i den västra delen av landet, 50 km söder om huvudstaden Havanna. Batabanó ligger 11 meter över havet och antalet invånare är 13 832.
Terrängen runt Batabanó är platt. Havet är nära Batabanó åt sydost.  Närmaste större samhälle är Surgidero de Batabanó, 3,5 km söder om Batabanó.